# Stockholmský nultý poledník

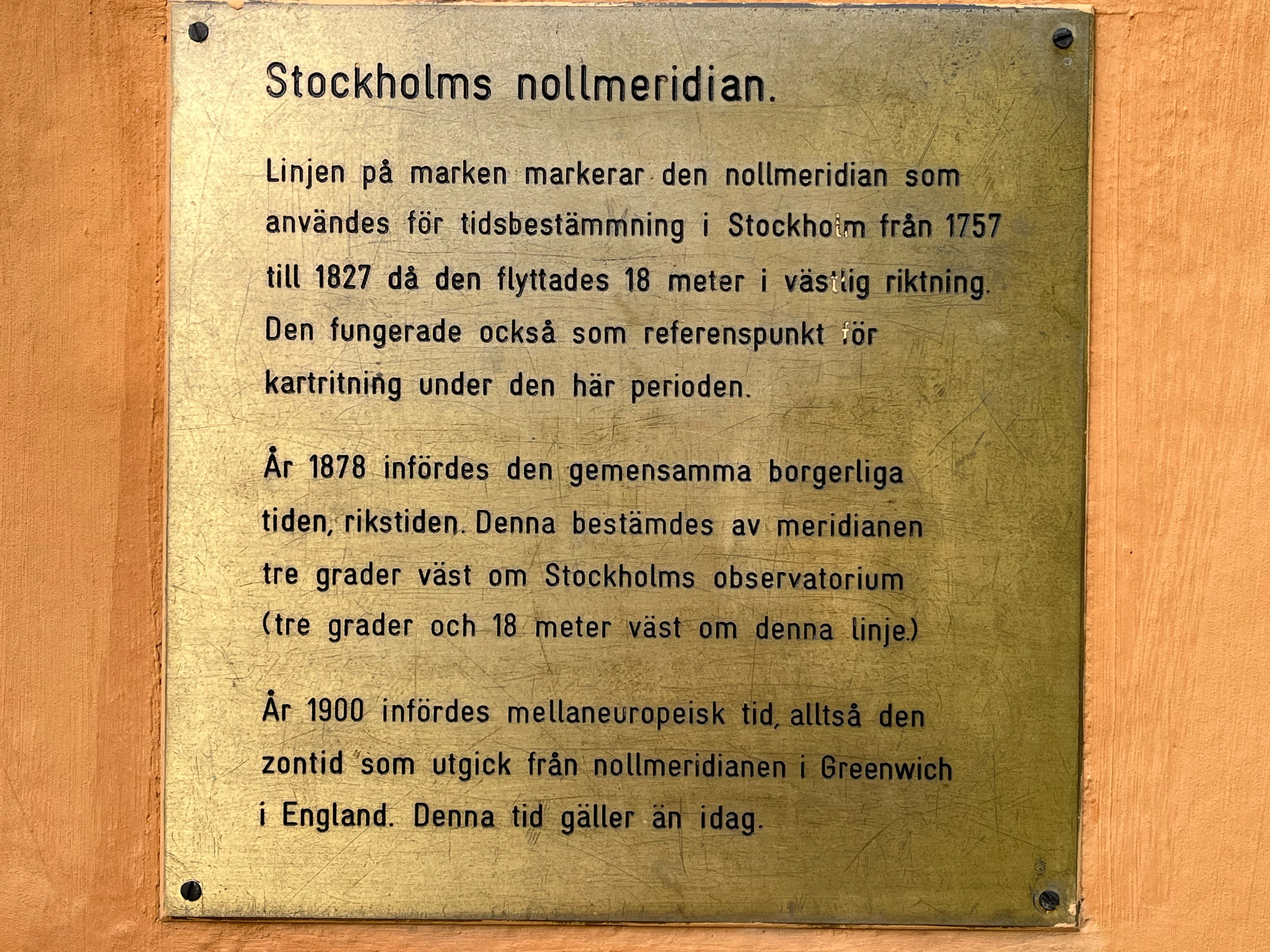
Informační cedulka u poledníku

Stockholmský nultý poledník (švédsky Stockholms nollmeridian) leží ve Stockholmu u historické hvězdárny (Stockholms gamla observatorium) na kopci zvaném Observatoriekullen. V letech 1757–1827 sloužil kartografii jako výchozí bod pro kreslení map i pro určování času ve Stockholmu. Byl definován jako čára, která probíhala přesně ze severu na jih přes tubus „poledníkového“ dalekohledu, který byl umístěn v budově hvězdárny. Všechna měření času byla prováděna naprosto stejnou metodu, jakou používali námořníci se svými sextanty.
V roce 1878 byl stávající stockholmský nultý poledník posunut od svého původního umístění o 59 stop (18 metrů) směrem na západ. Stalo se tak kvůli tomu, že se vyměňoval starý „poledníkový“ dalekohled a nový přístroj byl instalován na jiné místnosti hvězdárny. Po posunutí meridiánu se zavedl i společný národní čas, rozdíl oproti původnímu měření činil minus 0,04 sekundy.

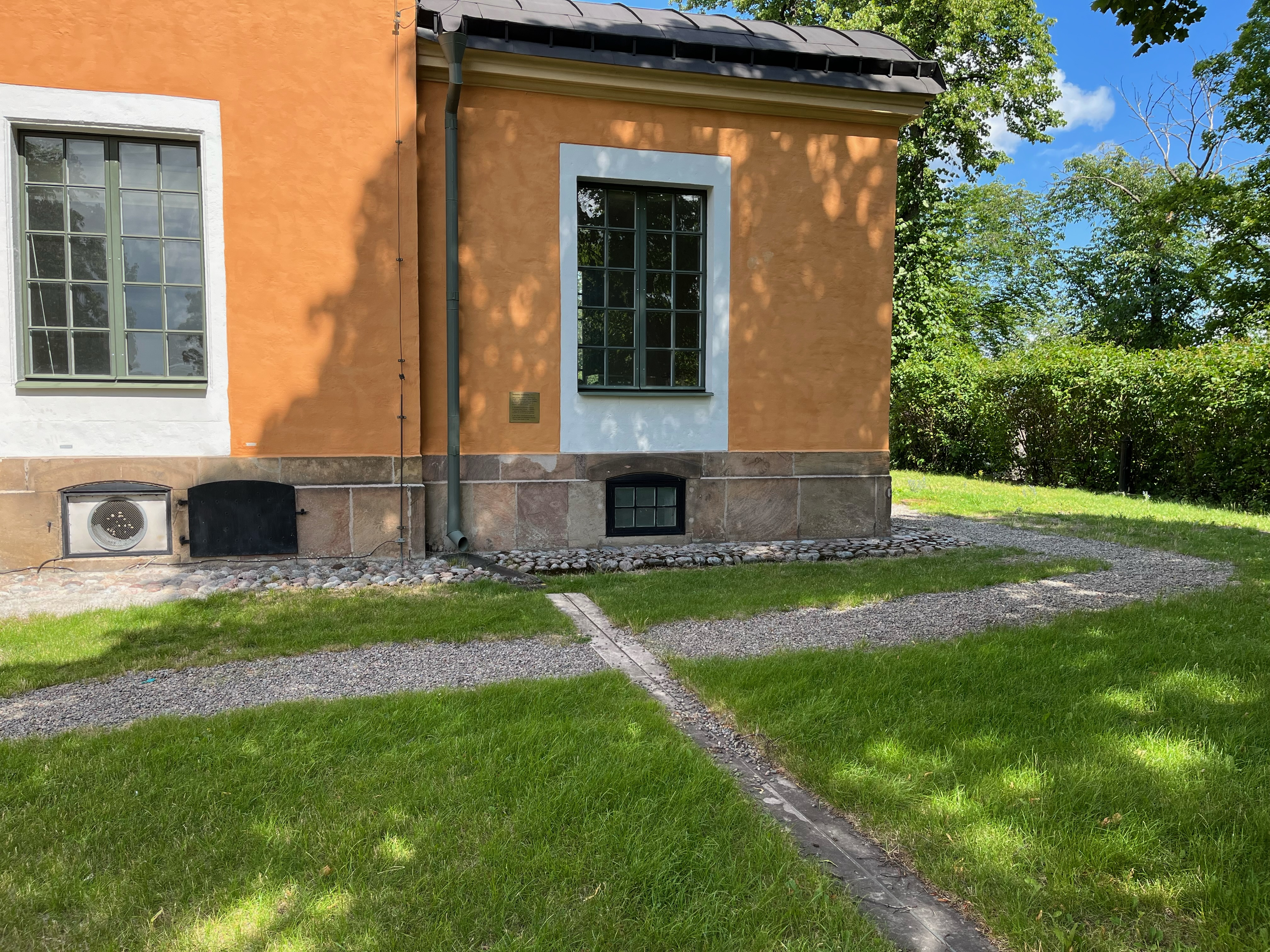
Poledník s informační cedulkou

Švédský nultý poledník byl používán do roku 1900. V roce 1884 byl ustanoven v Anglii základní poledník, který prochází astronomickou observatoří v Greenwichi a Švédsko se jím začalo řídit o několik let později.

## Okolí
Na kopci Observatoriekullen se nachází jedna z nejstarších, od roku 1753 nepřetržitě měřících meteorologických stanic, dále pak výletní restauace; v parku Observatorielunden je instalováno mnoho uměleckých děl a kopec nabízí i zajímavou vyhlídku na město.

## Galerie

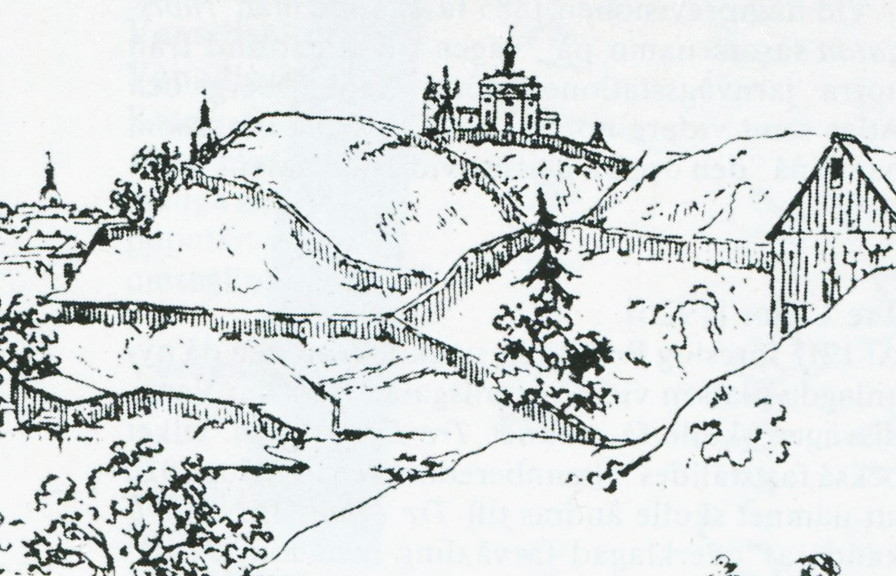
Hvězdárna v roce 1790
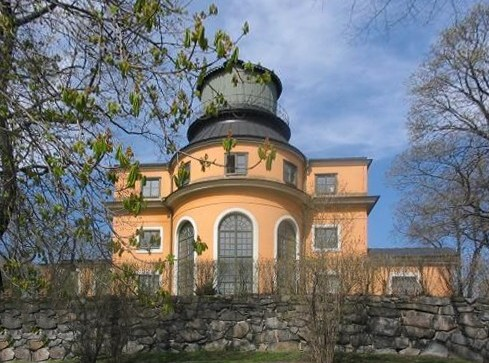
Bývalá hvězdárna (2023)
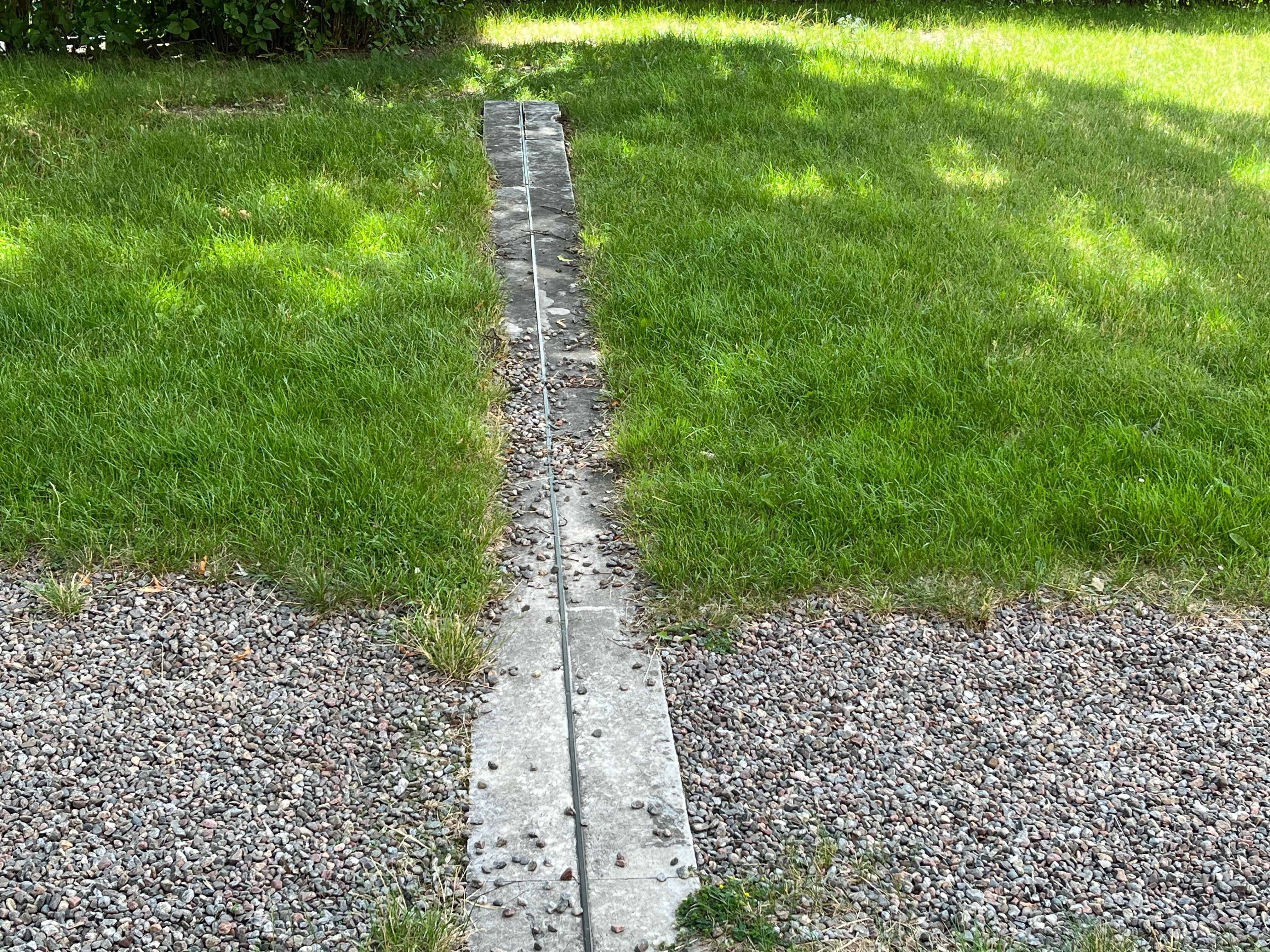
Detail poledníku (2023)
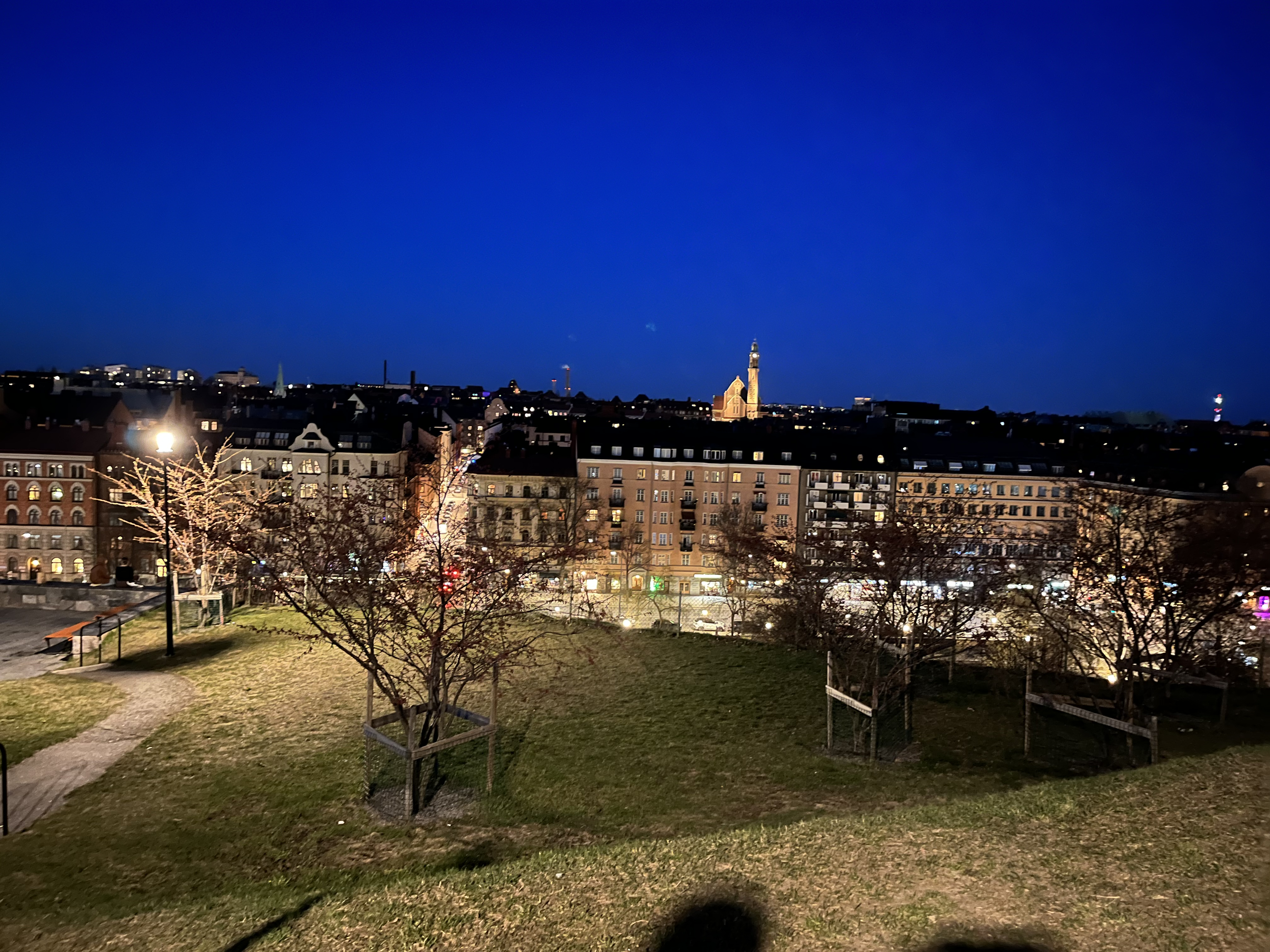
Park Observatorielunden
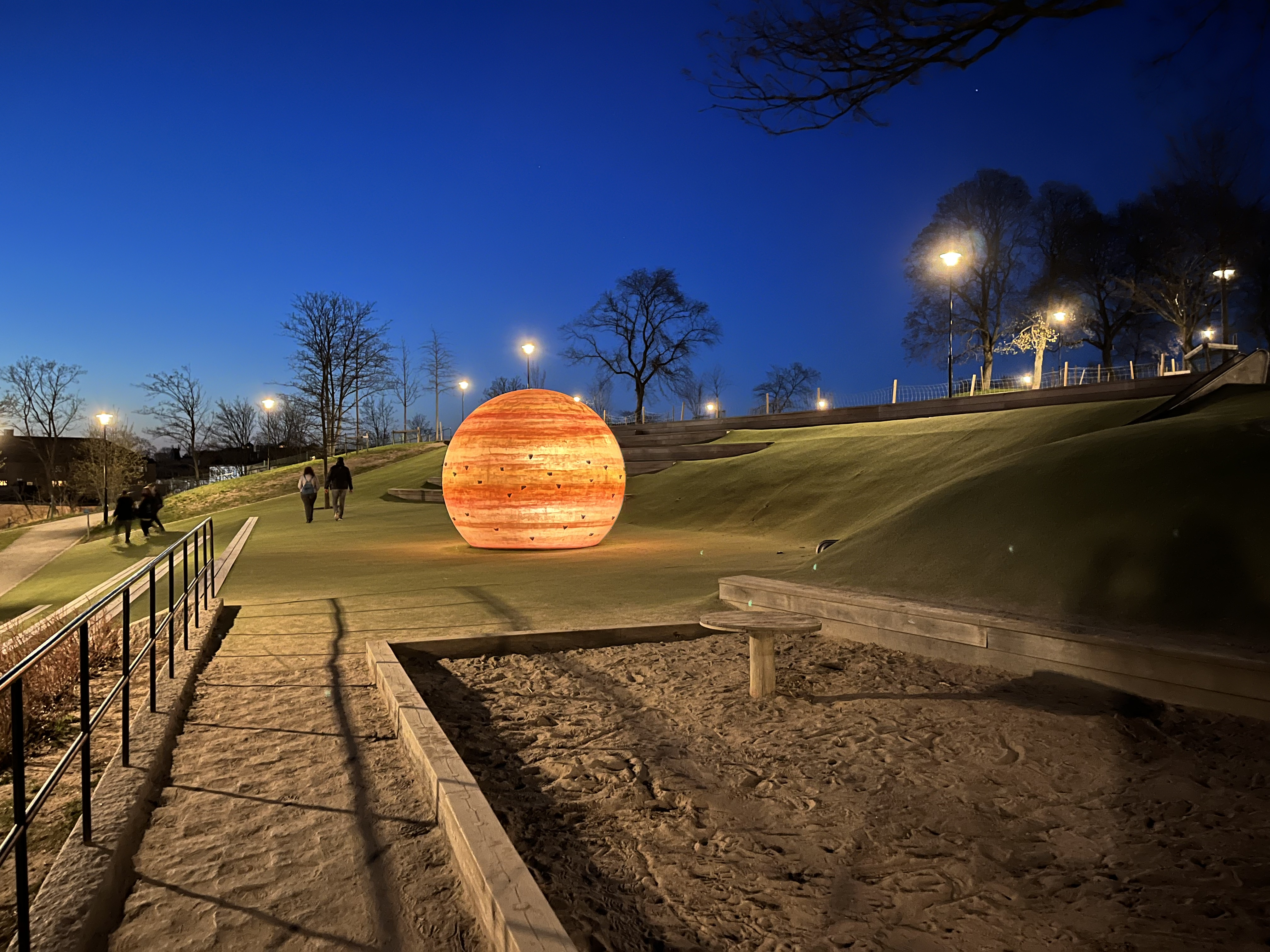
Umělecké dílo Jupiter